# Gol Gohar Sirjan FC
El Gol Gohar Sirjan Football Club es un equipo de fútbol iraní que actualmente juega en la Liga Azadegan de la liga iraní de fútbol.

## Historia
Empezó a jugar en las ligas más bajas del sistema de fútbol iraní, y fue ascendiendo poco a poco. En 2006 tras quedar en primera posición en la tercera división subió a la segunda, y tras quedar segundo en la siguiente temporada ascendió a la Liga Azadegan. Su mejor posición en liga fue un tercer lugar en la temporada 2016-17, quedándose a un punto de ascender a la Iran Pro League.

## Entrenadores
- Ghasem Shahba (2012-15)
- Armen Gulbudaghian (2015)
- Majid Namjoo Motlagh (2015-16)
- Vinko Begovic (2016–)[1]